# Целиди, Фёдор Николаевич
Фёдор Николаевич Целиди (греч. Θεόδωρος Τσελίδης — Теодорос Целидис; род. 5 августа 1996, Северная Осетия) — российский и греческий дзюдоист, бронзовый призёр летних Олимпийских игр 2024 года, призёр чемпионатов Европы в весовой категории до 90 килограммов.

## Биографические сведения
Родился 5 августа 1996 года в Северной Осетии в семье Николая Целиди, этнического грека. Есть брат Георгий и сестра Марина.
По образованию — экономист. Окончил Северо-Осетинский государственный университет в 2019 году.
Увлекается историей, видеоиграми и поэзией.

## Спортивная карьера
Представитель российской школы дзюдо и самбо. Начал заниматься дзюдо с 15 лет в городе Владикавказе. С 2018 года на международных соревнованиях представляет Грецию.Сначала стал посещать секции по классической борьбе, а позже стал квалифицировать борьбу самбо и дзюдо. Работал в тренировочной группе Алика Ахполатовича Бекузарова. В 2017 году пробился в финал чемпионата России по дзюдо, завоевал титул вице-чемпиона России. В апреле 2018 года он впервые появился в составе сборной Греции на Гран-при Грузии в Тбилиси под именем Теодорос Целидис.
На чемпионате Европы 2018 года, который проходил в Израиле завоевал бронзовую медаль в весовой категории до 90 килограммов.
В апреле 2022 года на чемпионате Европы в столице Болгарии, в весовой категории до 90 кг повторил свой успех и вновь стал бронзовым медалистом турнира.
На летних Олимпийских играх 2024 года в Париже Теодорос завоевал бронзовую медаль, одолев в схватке за третье место испанского спортсмена Тристана Мосахлишвили.